# Bolívar Pagán
Bolívar Pagán Lucca (Guayanilla, 16 de mayo de 1897 – San Juan, 9 de febrero de 1961) fue un abogado, historiador, periodista y político puertorriqueño, que se desempeñó como Senador y luego como comisionado residente de la isla en la Cámara de Representantes de los Estados Unidos.

## Biografía

### Primeros años
Nació en Guayanilla, recibió su educación primaria en Adjuntas, y fue a la escuela secundaria en la ciudad de Ponce. Allí en Ponce colaboró y editó en varios periódicos y revistas. En 1921 se graduó con un título de abogado de la Universidad de Puerto Rico en Río Piedras; ese mismo año fue admitido en el Colegio de Abogados y comenzó a ejercer la abogacía en San Juan. Al año siguiente se desempeñó como juez de Fajardo.

### Carrera política
En 1924, fue candidato del Partido Socialista de Puerto Rico para la elección al Senado puertorriqueño. El año siguiente, comenzó un período de cuatro años como tesorero de la ciudad de San Juan. En 1928, se postuló nuevamente para el Senado puertorriqueño, pero no fue elegido. Tuvo éxito en su tercer intento (junto a la coalición Unión Republicana Socialista), y se desempeñó como senador desde 1933 hasta 1939, ascendiendo a puestos de liderazgo como la vicepresidencia de la cámara y líder de la mayoría. En 1935 fue enviado a Washington D. C. en una Comisión Legislativa para solicitar la estadidad de Puerto Rico. También se desempeñó como alcalde interino de la ciudad de San Juan entre 1936 y 1937.
También ha sido miembro del Grupo Americano de la Unión Interparlamentaria y ha realizado actividades como escritor y editor.
En 1939 fue nombrado comisionado residente en la Cámara de Representantes de los Estados Unidos por el Gobernador de Puerto Rico, William D. Leahy, para cubrir la vacante causada por la muerte del suegro de Pagán, Santiago Iglesias. En 1940, fue elegido comisionado residente para el 77.° Congreso de los Estados Unidos bajo los auspicios de una coalición entre el Partido Socialista y la Unión Republicana. En el 78.° Congreso, fue nombrado miembro de los comités de Agricultura, Trabajo y Territorios de Puerto Rico.
Regresó a Puerto Rico, y nuevamente fue elegido para el Senado en 1945, sirviendo durante dos períodos (tras ser reelecto en 1949) hasta 1953.

### Años posteriores
Renunció a la presidencia del Partido Socialista, y retornó a la abogacía y la escritura en San Juan hasta su muerte en 1961. Fue enterrado en el Cementerio Memorial de Puerto Rico ubicado en Carolina.

## Obra
- Historia de los Partidos Políticos Puertorriqueños 1898-1956 Archivado el 26 de diciembre de 2017 en Wayback Machine.. Librería Campos, San Juan, 1959.

### Fuente
- ”Bolívar Pagán” en Hispanic Americans in Congress, 1822-2012. Office of the Historian and the Office of the Clerk, U.S. House of Representatives. Washington: Government Printing Office, 2013.